# Peculado
En el derecho antiguo, el peculado es el delito consistente en la sustracción de fondos del erario, cometido por la persona encargada de su administración. Es un término obsoleto (malversación se usa en su lugar), pero aún se utiliza en algunos países.

## Historia

### Edad Antigua
La historia del peculado se remonta a la aparición de la circulación monetaria en los Estados antiguos. La aparición de la hacienda pública, el sistema de tributación de la población, el sistema de financiación de las instituciones estatales (fuerzas armadas, órganos judiciales, autoridades ejecutivas, departamentos administrativos territoriales, etc.) suscitaron el deseo de enriquecimiento personal entre los funcionarios de distintos niveles dedicados a la recaudación, el control y la distribución del dinero.
Entre las referencias más antiguas al castigo por el peculado se encuentra el código de Hamurabi, gobernante de Babilonia en el siglo XVIII a. C.

Ley 6: Si uno robó el tesoro del dios o del palacio, recibirá la muerte y el que hubiere recibido de su mano el objeto robado, recibirá la muerte.
(Hammurabi)

Se pueden encontrar referencias al peculado en las primeras obras de arte que se conservan de la Antigüedad. Por ejemplo, en la antigua Grecia, el tema aparece en las obras del comediógrafo Aristófanes (450-388 a. C.).
En la antigua Roma, no se consideraba un fenómeno negativo y era bastante habitual; según los historiadores, el peculado fue una de las principales causas de la caída de la disciplina en las filas del ejército del Imperio romano y de la pérdida general de eficacia en el combate, lo que finalmente llevó al imperio al colapso.

## Por países

### México
El delito de peculado se encuentra estipulado en el artículo 223 del código penal federal y en el que se establece que:
- Todo servidor público que para usos propios o ajenos distraiga de su objeto dinero, valores, fincas o cualquier otra cosa perteneciente al Estado, al organismo descentralizado o a un particular, si por razón de su cargo los hubiere recibido en administración, en depósito o por otra causa.
- El servidor público que indebidamente utilice fondos públicos u otorgue alguno de los actos a que se refiere el artículo de uso indebido de atribuciones y facultades con el objeto de promover la imagen política o social de su persona, la de su superior jerárquico o la de un tercero, o a fin de denigrar a cualquier persona.
- Cualquier persona que solicite o acepte realizar las promociones o denigraciones a que se refiere la fracción anterior, a cambio de fondos público o del disfrute de los beneficios derivados de los actos a que se refiere el artículo de uso indebido de atribuciones y facultades.
- Cualquier persona que sin tener el carácter de servidor público federal y estando obligada legalmente a la custodia, administración o aplicación de recursos públicos federales, los distraiga de su objeto para usos propios o ajenos o les dé una aplicación distinta a la que se les destinó.

### Ecuador
En la legislación ecuatoriana, el delito de peculado está prescrito en el artículo 278 del Código Orgánico Integral Penal. 
Dicha norma señala que las o los servidores públicos y las personas que actúen en virtud de una potestad estatal en alguna de las instituciones del Estado, determinadas en la Constitución de la República, en beneficio propio o de terceros; abusen, se apropien, distraigan o dispongan arbitrariamente de bienes muebles o inmuebles, dineros públicos o privados, efectos que los representen, piezas, títulos o documentos que estén en su poder en virtud o razón de su cargo, serán sancionados con pena privativa de libertad de diez a trece años.
Si los sujetos descritos en el primer inciso utilizan, en beneficio propio o de terceras personas, trabajadores remunerados por el Estado o por las entidades del sector público o bienes del sector público, cuando esto signifique lucro o incremento patrimonial, serán sancionados con pena privativa de libertad de cinco a siete años.
La misma pena se aplicará cuando los sujetos descritos en el primer inciso se aprovechen económicamente, en beneficio propio o de terceras personas, de estudios, proyectos, informes, resoluciones y más documentos, calificados de secretos, reservados o de circulación restringida, que estén o hayan estado en su conocimiento o bajo su dependencia en razón o con ocasión del cargo que ejercen o han ejercido.
Son responsables de peculado las o los funcionarios o servidores públicos, las o los funcionarios, administradores, ejecutivos o empleados de las instituciones del Sistema Financiero Nacional que realicen actividades de intermediación financiera, así como los miembros o vocales de los directorios y de los consejos de administración y vigilancia de estas entidades, que con abuso de las funciones propias de su cargo: a) dispongan fraudulentamente, se apropien o distraigan los fondos, bienes, dineros o efectos privados que los representen; b) hubiesen ejecutado dolosamente operaciones que disminuyan el activo o incrementen el pasivo de la entidad; o, c) dispongan de cualquier manera el congelamiento o retención arbitraria o generalizada de los fondos o depósitos en las instituciones del Sistema Financiero Nacional, causando directamente un perjuicio económico a sus socios, depositarios, cuenta partícipes o titulares de los bienes, fondos o dinero. En todos estos casos serán sancionados con pena privativa de libertad de diez a trece años.
Si los sujetos descritos en el inciso precedente causan la quiebra fraudulenta de entidades del Sistema Financiero Nacional, serán sancionados con pena privativa de libertad de diez a trece años.
La persona que obtenga o conceda créditos vinculados, relacionados o intercompañías, violando expresas disposiciones legales respecto de esta clase de operaciones, en perjuicio de la Institución Financiera, será sancionada con pena privativa de libertad de siete a diez años.
La misma pena se aplicará a los beneficiarios que intervengan en el cometimiento de este ilícito y a la persona que preste su nombre para beneficio propio o de un tercero, aunque no posea las calidades previstas en el inciso anterior.
Las o los sentenciados por las conductas previstas en este artículo quedarán incapacitadas o incapacitados de por vida, para el desempeño de todo cargo público, todo cargo en entidad financiera o en entidades de la economía popular y solidaria que realicen intermediación financiera.

### Perú
El peculado es mencionado en el artículo 387 del Código Penal, a partir de su modificación por ley 26198. Este tuvo algunas modificaciones sobre su redacción en 2011. El texto define al funcionario o servidor público que se apropia o utiliza, en cualquier forma, para sí o para otro, caudales o efectos cuya percepción, administración o custodia le estén confiados por razón de su cargo.